# 책봉
책봉(冊封)은 칭호・임명장・인장을 「천자」(天子)가 주변국가나 이민족의 장을 임명해 군신관계(종복 관계／「종주국」과 「종속국」 관계)를 맺은 방법 중 하나이다. 「천자」은 「천명을 받들어 자국외의 주변국가와 이민족을 다스리거나 교화시켜 통치하는 것이 사명이라 중국 역대 왕조의 군주(주나라부터 청나라때까지)는 스스로 생각했다.

## 동양에서의 책봉

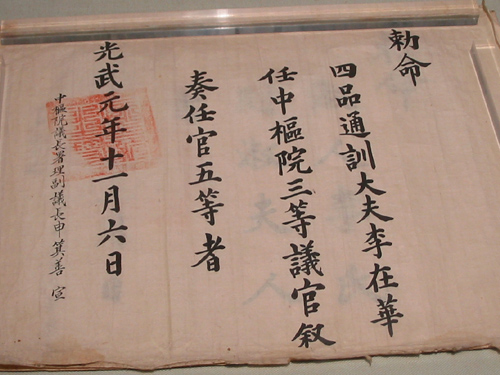
광무원년(1897년) 대한제국 고종이 이재화에게 4품의 품계를 하사한 칙명 사진

동양에서의 책봉은 중국왕조의 천자로부터 정통성을 인정받기위한 외교방식이었다. 그 외에도 자국의 왕후나 왕태자를 임명하거나 신하에게 관직을 부여하는 방법도 책봉에 속한다.

## 서양에서의 책봉

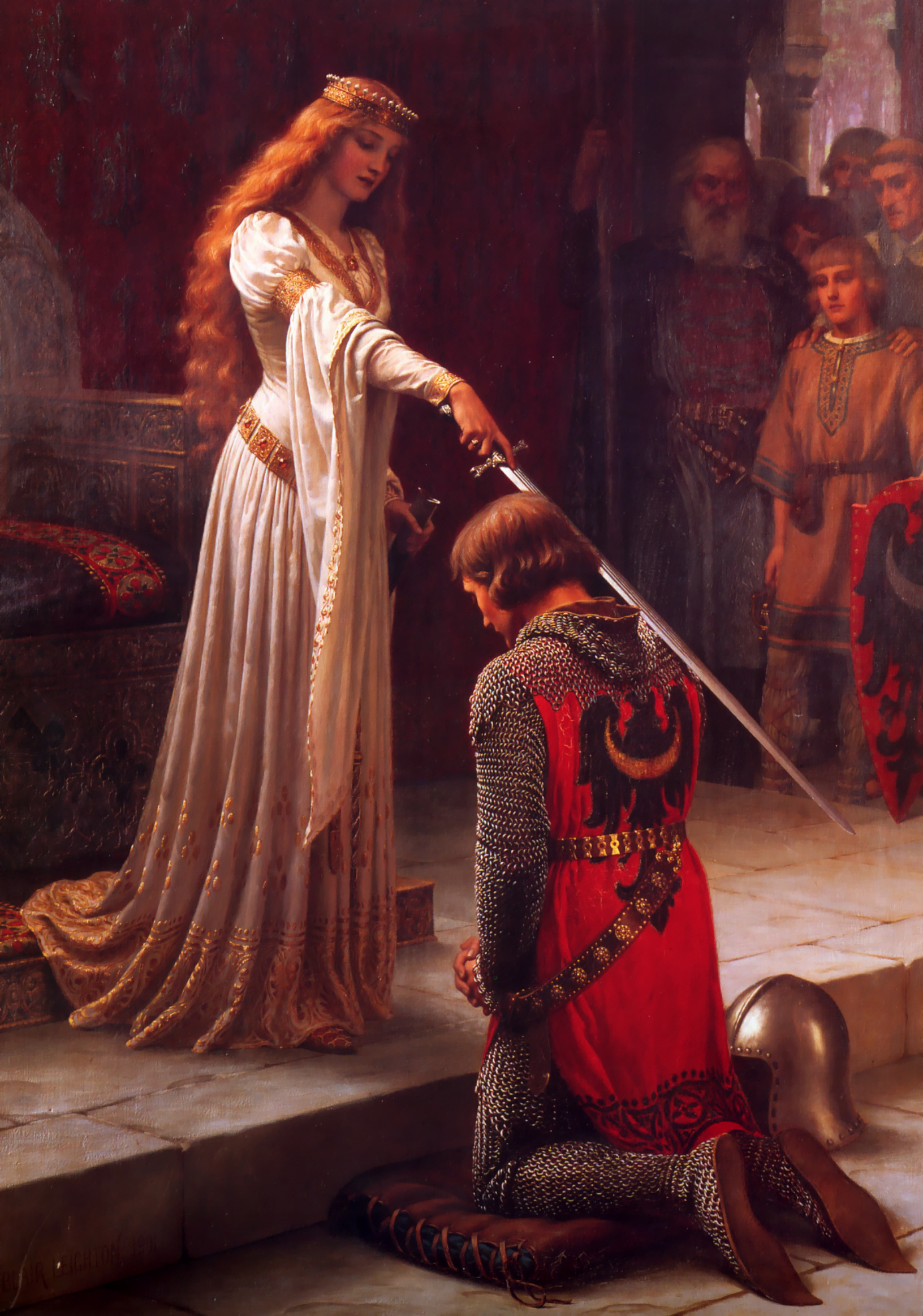
중세군주로부터 작위를 받은 기사 모습

서양에서의 책봉은 바티칸시국의 교황으로부터 정통성을 입증하는 방식은 동양과 비슷하다. 하지만 중세 유럽에서는 임금이 상대의 어깨에 검을 올린 후 수여할 작위를 말하는 방법도 책봉에 속한다.

## 같이 보기
- 조공
- 중화사상-소중화사상